# Samy Cohen
Pour les articles homonymes, voir Cohen.
Samy Cohen, né le 26 décembre 1943 au Caire, est un politologue français spécialiste des questions de politique étrangère et de défense.

## Biographie

### Jeunesse et études
Samy Cohen naît le 26 décembre 1943 au Caire. Il est diplômé de l'Institut d'études politiques de Paris (section Relations internationales, promotion 1970). 
En 1973, il soutient sa thèse de 3e cycle en science politique à l'École pratique des hautes études, intitulée « Les gaullistes et l'Etat d'Israel », sous la direction de Jacques Vernant. 
Il a épousé la chercheuse en sciences politiques Nonna Mayer en 1987.

### Parcours professionnel
Il est directeur de recherche et enseignant à l'Institut d'études politiques de Paris. Il participe au Centre de recherches internationales et est spécialiste des questions de politiques étrangère et internationale en particulier liées à Israël. Actif au sein de l'IEP, il fait partie à partir de 2004 du comité des acquisitions de la bibliothèque de Sciences Po.
Il est l'auteur d'une dizaine d'ouvrages et de nombreux articles publiés dans des revues spécialisées.
Ses sujets de recherches actuels portent sur « le pouvoir des États et les nouveaux acteurs », la « Démocratie et [la] lutte contre le terrorisme », « Pouvoir, armée et société en Israël », « L’éthique de la guerre et lutte contre le terrorisme : Israël pendant la deuxième Intifada » et « les entrepreneurs de paix en Israël : sociologie et histoire ».

## Ouvrages
- Tuer ou laisser vivre: Israël et la morale de la guerre, Flammarion, 2025, 368 p.  (ISBN 978-2-080-46824-6)
- Le goût de l'entretien. 40 ans d'enquête au sommet de l'Etat, Lormont, éditions Le Bord de l'eau, 192 p., 2022.
- Israël, une démocratie fragile, Fayard, 2021.  (ISBN 2213716722)
- Israël et ses colombes, Gallimard, 2016.
- Tsahal à l'épreuve du terrorisme, Le Seuil, 2009.
- (éd.) Democracies at War against Terrorism, Plagrave MacMillan, 2008.
- The Resilience of the State. Democracy and the Challenges of Globalisation, Hurst, 2006.
- La résistance des États : les démocraties face aux défis de la mondialisation, Le Seuil, 2003.  (ISBN 2020396106)
- (dir.), Les diplomates : négocier dans un monde chaotique, Autrement, 2002.
- (dir.), L'art d'interviewer les dirigeants, PUF, 1999.
- (dir.), Mitterrand et la sortie de la guerre froide, PUF, 1998.
- (dir.), L'Opinion, l'humanitaire et la guerre, FED, 1996.
- La bombe atomique : la stratégie de l'épouvante, Gallimard,  coll. « Découvertes Gallimard / Histoire » (no 248), 1995.
- La défaite des généraux, Fayard, 1984.
- La monarchie nucléaire, Hachette, 1986.
- La politique extérieure de Valéry Giscard d'Estaing, Presses de sciences Po, 1985.
- Les conseillers du président : de Charles de Gaulle à Valéry Giscard d'Estaing, PUF, 1980.
- De Gaulle, les gaullistes et Israël, Alain Moreau, 1974.